# La conjura de El Escorial
La conjura de El Escorial es una película española dirigida por Antonio del Real.

## Argumento
La noche del 31 de marzo de 1578 (lunes de Pascua) unos sicarios asesinan a sangre fría a Juan de Escobedo. A partir de ahí se desarrollan una serie de investigaciones que van encaminadas a gente muy cercana de la Corte de Felipe II, sita en el Monasterio de San Lorenzo de El Escorial.

## Comentarios
La película fue rodada en el Algarve portugués, Baeza, Úbeda, Jaén, Toledo, Viso del Marqués, Talamanca de Jarama, en Madrid y San Lorenzo de El Escorial.
Para garantizar su distribución internacional, se rodó en inglés y con varias figuras del cine europeo, como Julia Ormond encarnando a la Princesa de Éboli. La misma actriz, al presentar la película en España, lamentó que el cine de tema histórico era subestimado por su poco gancho comercial y que para garantizar taquilla, se tiene que recurrir «a estrellas como yo».[cita requerida]
El reparto incluyó a Jason Isaacs, conocido por su participación en la saga de películas de Harry Potter, y al veterano actor italiano Fabio Testi. El papel de Felipe II recayó en Juanjo Puigcorbé.